# Lijst van gemeenten van San Luis Potosí
De Mexicaanse deelstaat San Luis Potosí bestaat uit 59 gemeenten.
| INEGI | Gemeente                    | Inwoners | Oppervlakte  | Hoofdplaats                 | Inwoners |
| ----- | --------------------------- | -------- | ------------ | --------------------------- | -------- |
| 001   | Ahualulco                   | 18.974   | 775,62 km²   | Ahualulco del Sonido 13     | 5.249    |
| 002   | Alaquines                   | 7.785    | 586,75 km²   | Alaquines                   | 1.177    |
| 003   | Aquismón                    | 48.359   | 793,52 km²   | Aquismón                    | 2.174    |
| 004   | Armadillo de los Infante    | 4.013    | 623,23 km²   | Armadillo de los Infante    | 307      |
| 005   | Cárdenas                    | 18.317   | 390,85 km²   | Cárdenas                    | 15.341   |
| 006   | Catorce                     | 9.579    | 1.945,17 km² | Real de Catorce             | 1.395    |
| 007   | Cedral                      | 19.840   | 1.163,90 km² | Cedral                      | 12.807   |
| 008   | Cerritos                    | 22.075   | 962,38 km²   | Cerritos                    | 15.692   |
| 009   | Cerro de San Pedro          | 5.050    | 123,38 km²   | Cerro de San Pedro          | 97       |
| 010   | Ciudad del Maíz             | 30.320   | 3.140,65 km² | Ciudad del Maíz             | 10.943   |
| 011   | Ciudad Fernández            | 48.106   | 519,35 km²   | Ciudad Fernández            | 36.275   |
| 012   | Tancanhuitz                 | 21.039   | 137,43 km²   | Tancanhuitz                 | 2.698    |
| 013   | Ciudad Valles               | 179.371  | 2.417,75 km² | Ciudad Valles               | 179.371  |
| 014   | Coxcatlán                   | 15.660   | 90,19 km²    | Coxcatlán                   | 2.243    |
| 015   | Charcas                     | 21.814   | 2.161,80 km² | Charcas                     | 14.117   |
| 016   | Ébano                       | 40.899   | 698,79 km²   | Ébano                       | 24.454   |
| 017   | Guadalcázar                 | 25.119   | 3.703,79 km² | Guadalcázar                 | 1.211    |
| 018   | Huehuetlán                  | 15.334   | 71,51 km²    | Huehuetlán                  | 551      |
| 019   | Lagunillas                  | 5.453    | 539,68 km²   | Lagunillas                  | 399      |
| 020   | Matehuala                   | 102.199  | 1.286,60 km² | Matehuala                   | 86.686   |
| 021   | Mexquitic de Carmona        | 58.469   | 889,42 km²   | Mexquitic de Carmona        | 1.567    |
| 022   | Moctezuma                   | 19.036   | 1.283,39 km² | Moctezuma                   | 5.240    |
| 023   | Rayón                       | 15.301   | 785,07 km²   | Rayón                       | 6.240    |
| 024   | Rioverde                    | 97.943   | 3.072,09 km² | Rioverde                    | 97.943   |
| 025   | Salinas                     | 31.107   | 1.756,90 km² | Salinas de Hidalgo          | 18.586   |
| 026   | San Antonio                 | 9.382    | 94,63 km²    | San Antonio                 | 643      |
| 027   | San Ciro de Acosta          | 10.215   | 637,06 km²   | San Ciro de Acosta          | 7.361    |
| 028   | San Luis Potosí             | 911.908  | 1.471,71 km² | San Luis Potosí             | 845.941  |
| 029   | San Martín Chalchicuautla   | 18.464   | 413,28 km²   | San Martín Chalchicuautla   | 2.672    |
| 030   | San Nicolás Tolentino       | 4.779    | 692,81 km²   | San Nicolás Tolentino       | 841      |
| 031   | Santa Catarina              | 12.163   | 640,89 km²   | Santa Catarina              | 188      |
| 032   | Santa María del Río         | 39.880   | 1.716,68 km² | Santa María del Río         | 14.340   |
| 033   | Santo Domingo               | 10.785   | 4.352,96 km² | Santo Domingo               | 730      |
| 034   | San Vicente Tancuayalab     | 14.945   | 517,97 km²   | San Vicente Tancuayalab     | 6.731    |
| 035   | Soledad de Graciano Sánchez | 332.072  | 304,86 km²   | Soledad de Graciano Sánchez | 310.192  |
| 036   | Tamasopo                    | 29.184   | 1.321,58 km² | Tamasopo                    | -        |
| 037   | Tamazunchale                | 95.037   | 354,10 km²   | Tamazunchale                | 24.258   |
| 038   | Tampacán                    | 14.348   | 185,21 km²   | Tampacán                    | 1.703    |
| 039   | Tampamolón Corona           | 13.603   | 264,62 km²   | Tampamolón Corona           | -        |
| 040   | Tamuín                      | 36.968   | 1.842,03 km² | Tamuín                      | 16.582   |
| 041   | Tanlajás                    | 18.208   | 375,46 km²   | Tanlajás                    | 1.439    |
| 042   | Tanquián de Escobedo        | 13.448   | 142,79 km²   | Tanquián de Escobedo        | 9.458    |
| 043   | Tierra Nueva                | 7.966    | 479,26 km²   | Tierra Nueva                | 4.960    |
| 044   | Vanegas                     | 7.557    | 2.598,13 km² | Vanegas                     | 2.484    |
| 045   | Venado                      | 14.188   | 1.294,26 km² | Venado                      | 14.188   |
| 046   | Villa de Arriaga            | 18.206   | 878,53 km²   | Villa de Arriaga            | 6.126    |
| 047   | Villa de Guadalupe          | 9.277    | 1.913,25 km² | Villa de Guadalupe          | 981      |
| 048   | Villa de la Paz             | 5.298    | 143,93 km²   | Villa de la Paz             | 3.701    |
| 049   | Villa de Ramos              | 38.389   | 2.505,89 km² | Villa de Ramos              | 2.636    |
| 050   | Villa de Reyes              | 52.912   | 1.004,99 km² | Villa de Reyes              | 12.017   |
| 051   | Villa Hidalgo               | 15.458   | 1.520,42 km² | Villa Hidalgo               | 2.800    |
| 052   | Villa Juárez                | 10.304   | 638,31 km²   | Villa Juárez                | 10.304   |
| 053   | Axtla de Terrazas           | 32.544   | 192,58 km²   | Axtla de Terrazas           | 8.045    |
| 054   | Xilitla                     | 49.741   | 398,44 km²   | Xilitla                     | -        |
| 055   | Zaragoza                    | 27.386   | 614,11 km²   | Villa de Zaragoza           | 9.915    |
| 056   | Villa de Arista             | 17.258   | 584,99 km²   | Villa de Arista             | 8.464    |
| 057   | Matlapa                     | 28.996   | 116,09 km²   | Matlapa                     | 3.723    |
| 058   | El Naranjo                  | 20.959   | 830,74 km²   | El Naranjo                  | 11.061   |
| 059   | Villa de Pozos              | 148.165  | 147,79 km²   | Villa de Pozos              | -        |

| Detailkaart                           |
| ------------------------------------- |
|                                       |
| Ligging San Luis Potosí binnen Mexico |
|                                       |
| Gemeenten ingedeeld naar INEGI code   |